# カーター郡 (オクラホマ州)
カーター郡 (英: Carter County) は、アメリカ合衆国オクラホマ州に位置する郡である。人口は45,621人（2000年）。郡庁所在地はアードモアである。

## 地理
アメリカ合衆国統計局によると、この郡は総面積2,159 km2 (834 mi2) である。このうち2,134 km2 (824 mi2) が陸地で26 km2 (10 mi2) が水面である。総面積の1.19%が水面となっている。

### 隣接する郡
- ガービン郡 (北)
- マレー郡 (北東)
- ジョンストン郡 (東)
- マーシャル郡 (南東)
- ラブ郡 (南)
- ジェファーソン郡 (南西)
- スティーブンズ郡 (北西)

## 人口動勢
2000年国勢調査で、この郡は人口45,621人、17,992世帯、及び12,648家族が暮らしている。人口密度は21/km2 (55/mi2) である。10/km2 (25/mi2) の平均的な密度に20,577軒の住宅が建っている。この郡の人種的な構成は白人77.92%、アフリカン・アメリカン7.60%、先住民8.26%、アジア0.60%、太平洋諸島系0.03%、その他の人種1.13%、及び混血4.45%である。ここの人口の2.78%はヒスパニックまたはラテン系である。

2000年国勢調査に基づくカーター郡の人口ピラミッド

この郡内の住民は26.20%が18歳未満の未成年、18歳以上24歳以下が7.90%、25歳以上44歳以下が26.70%、45歳以上64歳以下が23.20%、及び65歳以上が16.00%にわたっている。中央値年齢は38歳である。女性100人ごとに対して男性は92.90人である。18歳以上の女性100人ごとに対して男性は89.00人である。
この郡内の世帯ごとの平均的な収入は29,405米ドルであり、家族ごとの平均的な収入は36,729米ドルである。男性は30,018米ドルに対して女性は20,877米ドルの平均的な収入がある。この郡の一人当たりの収入 (per capita income) は15,511米ドルである。人口の16.60%及び家族の12.70%は貧困線以下である。全人口のうち18歳未満の21.70%及び65歳以上の12.40%は貧困線以下の生活を送っている。

## 都市及び町
- アードモア（郡庁所在地）
- ディクソン
- ローングローブ
- スプリンガー
- Gene Autry
- Healdton
- Ratliff City
- Tatums
- Wilson